# Velký Bor
Velký Bor là một làng thuộc huyện Klatovy, vùng Plzeňský, Cộng hòa Séc.